# Timo Boll
Timo Boll (n. 8 martie 1981, Erbach, Republica Federală Germania) este un jucător de tenis de masă ce a reprezentat Germania, medaliat olimpic. A participat la 7 ediții ale Jocurilor Olimpice (2000, 2004, 2008, 2012, 2016, 2020, 2024) în care a câștigat două medalii de argint și două medalii de bronz.